# Oleksij Hontscharenko

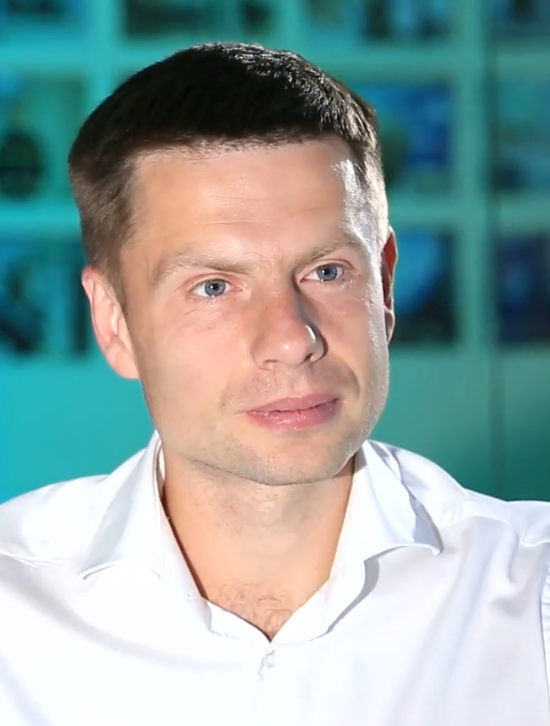
Oleksij Hontscharenko (2021)

Oleksij Oleksijowytsch Hontscharenko (* 16. September 1980 in Odessa) ist ein Volksabgeordneter der Ukraine, Mitglied der ukrainischen Delegation in der Parlamentarischen Versammlung des Europarates, der Präsident des PVER-Ausschusses (Parlamentarische Versammlung des Europarats) für Migration, Flüchtlinge und Binnenvertriebene. Er ist Gründer des gesamtukrainischen Netzwerks von Bildungs- und Kulturzentren.

## Krieg in der Ukraine
Nach dem Beginn der groß angelegten russischen Invasion in der Ukraine begann Hontscharenko mit Dutzenden internationaler Massenmedien zusammenzuarbeiten, um der Welt die Situation in der Ukraine zu vermitteln und die Aufmerksamkeit auf die notwendigen Unterstützungsmaßnahmen zu lenken, die von westlichen Ländern bereitgestellt werden können. Er hielt Online-Meetings mit US-Kongressabgeordneten ab und sprach sich für verstärkte Sanktionen gegen Russland aus. So bestand Hontscharenko bei einem Gespräch mit 50 US-Kongressabgeordneten darauf, ein Embargo gegen russisches Öl und Gas einzuführen. Später verhängten die USA ein Ausfuhrverbot für russisches Öl.
Während der PVER-Frühjahrstagung im April 2022 plädierte er für die Abhaltung eines internationalen Sondertribunals in der Ukraine wegen russischer Kriegsverbrechen. Daraufhin nahm die Parlamentarische Versammlung eine Entschließung an, in der die Einrichtung eines solchen Gerichts gefordert wurde.
Bei einem Besuch in London im Mai 2022 brachte er in einem Gespräch mit der ehemaligen Außenministerin Liz Truss die Frage nach der Schaffung eines internationalen Tribunals zur Sprache. Die frühere Chefin des britischen Außenministeriums versicherte, eine solche Möglichkeit bereits mit dem Generalstaatsanwalt des Landes besprochen zu haben.
Nachdem das Parlamentsfernsehen aus Sicherheitsgründen nicht mehr live sendet, begann Hontscharenko seine Auftritte im Parlament selbst zu streamen. Im Jahr 2023 äußerte sich Hontscharenko zum Stand der Demokratie in der Ukraine.
Während des NATO-Gipfels in Madrid im Jahr 2023 sprach er mit führenden europäischen Politikern Sicherheitsfragen in der Ukraine und in Europa an.
Oleksij Hontscharenko hielt Vorlesungen über die Ukraine an der Ivy League: Yale, der University of Pennsylvania, der Princeton University, und dem Dartmouth College.
Ein Gericht in Moskau verurteilte Hontscharenko in Abwesenheit zu zehn Jahren Gefängnis. Ihm wurden Terrorismus und Verbreitung von „Falschaussagen über das russische Militär“ vorgeworfen.

## Parlamentarische Versammlung des Europarates
Seit 2015 ist Oleksij Hontscharenko Mitglied der Ständigen Delegation der Werchowna Rada bei der Parlamentarischen Versammlung des Europarates. All die Jahre hat er Russland scharf wegen Menschenrechtsverletzungen kritisiert. Seit 2019 widersetzt er sich der Rückkehr der russischen Delegation zur Arbeit im PVER.
Während seiner Reden in der Parlamentarischen Versammlung kritisierte er Moskau für die Verletzung der Menschenrechte auf der vorübergehend besetzten Krim und in Teilen der Regionen Donezk und Luhansk und kämpfte gegen russische Propaganda und Narrative, die der Kreml durch seine Delegierten bei PVER verbreitete.
Hontscharenko sprach wiederholt die Frage der Menschenrechtsverletzungen in Belarus und der rechtswidrigen Handlungen des Lukaschenka-Regimes an. Im September dieses Jahres hat der Europarat ein spezielles Gremium geschaffen, das die Situation in Belarus überwachen wird.
Während der Frühjahrstagung der PVER im Jahr 2022 setzte er sich aktiv für die Schaffung eines internationalen Tribunals zur Untersuchung der Kriegsverbrechen Russlands in der Ukraine ein. Daraufhin forderte PVER kurz darauf die dringende Einrichtung eines solchen Tribunals.
Im Januar 2024 wurde Hontscharenko zum Vorsitzenden des PACE-Ausschusses für Migration, Flüchtlinge und Vertriebene gewählt.

## Belarus
Vor den Wahlen 2020 in Belarus verstand Hontscharenko, dass Lukaschenka die Macht an sich reißen könnte, und gründete in der Werchowna Rada eine fraktionsübergreifende Vereinigung „Für ein demokratisches Belarus“, um die Situation im Nachbarland auf parlamentarischer Ebene zu überwachen. Später war Lukaschenka sehr unwillig, die Macht demokratisch abzugeben, und begann, die Opposition zu verfolgen, Massenproteste gewaltsam zu unterdrücken, festgenommene Demonstranten zu foltern und später Strafverfahren einzuleiten. Hontscharenkohat wiederholt die Frage der Menschenrechtsverletzungen in Belarus in der Parlamentarischen Versammlung des Europarates angesprochen.
Außerdem pflegt er Kontakte zum Büro von Swjatlana Zichanouskaja. Während der Treffen diskutierten sie über den Stand der Menschenrechte in Belarus sowie über mögliche Unterstützung durch die Ukraine, einschließlich Möglichkeiten, den Belarussen in der Ukraine zu helfen und sie zu unterstützen.

## Goncharenko Zentrum
Oleksij Hontscharenko ist der Gründer des ukrainischen Netzwerks von Bildungs- und Kulturzentren, dem Goncharenko Center. Ihr Hauptziel ist es, den Bewohnern kleiner Städte der Ukraine die Möglichkeit zu geben, kostenlos Fremdsprachen zu lernen und ihre Qualifikationen in anderen Bereichen der Wissenschaft und Kunst zu verbessern und die Möglichkeit für öffentliche Aktivitäten zu bieten. Die Zentren werden monatlich von etwa 25.000 Menschen besucht.
Am 23. Februar 2022 waren 24 Goncharenko-Zentren in Betrieb, darunter drei Zentren im Donbass: in Kramatorsk, Kostjantyniwka und Lyman. Nach dem Beginn einer umfassenden Invasion wurden die Zentren in Freiwilligenzentren umgestaltet, die nicht nur den Frontkämpfern, sondern auch den Binnenvertriebenen helfen.